# Ducat d'Ivrea
El ducat d'Ivrea va ser un ducat longobard, la capital del qual fou Ivrea. El territori incloïa les diòcesis d'Ivrea i de Vercelli.
El ducat hauria estat fundat a finals del segle vi, en temps d'Agilulf (591 -616). Un personatge dels Adelchi de Manzoni fou el duc Guntigi d'Ivrea, elegit per Desideri com a defensor del ducat de Pavia. El ducat fou abolit el 774 i transformat en comtat; junt amb els comtats d'Acqui, Alba, Asti, Torí, Vercelli, Pombia (Novara) i Bulgaria (al Vigevanese) va esdevenir una marca fronterera sota domini de la família dels Anscarici.